# آي فلم
آي فيلم هي قناة تلفزيونية فضائية دولية إيرانية تبث أفلامها ومسلسلاتها باللغة العربية، بدأ بث القناة باللغة العربية في 9 أيلول 2010، والهدف من بث هذه القناة للوطن العربي عرض المسلسلات والأفلام الإيرانية لمشاهد العربي.

## وصلات خارجية
- الموقع الرسمي.